# Część ogólna prawa cywilnego
Część ogólna prawa cywilnego – dział prawa cywilnego, regulujący zagadnienia wspólne dla całej tej gałęzi prawa. Zawiera m.in. regulacje prawa osobowego oraz przepisy o czynnościach prawnych. W polskim systemie prawnym jest unormowana w całości przez Kodeks cywilny z 1964 r.